# 希布伦省
希布伦省（阿拉伯语：‎，羅馬化：Muḥāfaẓat al-Ḫalīl）為巴勒斯坦16個省之一，位於巴勒斯坦西岸地區南部，首府為希布倫。根據巴勒斯坦中央統計局統計，2017年希布伦省人口為711,223人，為巴國16個省份中面積最大、人口最多者。